# Gand-Wevelgem 2015
La Gand-Wevelgem 2015, settantasettesima edizione della corsa e valida come settima prova del circuito UCI World Tour 2015, si è svolta il 29 marzo 2015 su un percorso totale di 239,1 km. 
È stata vinta dall'italiano Luca Paolini, al traguardo con il tempo di 6h20'55", alla velocità media di 37,66 km/h.
Al traguardo solo 39 ciclisti portarono a termine il percorso in conseguenza del cattivo tempo che ha caratterizzata l'intera corsa.

## Squadre partecipanti
| N.      | Cod. | Squadra                |
| ------- | ---- | ---------------------- |
| 1-8     | TGA  | Team Giant-Alpecin     |
| 11-18   | EQS  | Etixx-Quick Step       |
| 21-28   | LTS  | Lotto-Soudal           |
| 31-38   | ALM  | AG2R La Mondiale       |
| 41-48   | AST  | Astana Pro Team        |
| 51-58   | BMC  | BMC Racing Team        |
| 61-68   | FDJ  | FDJ.fr                 |
| 71-78   | IAM  | IAM Cycling            |
| 81-88   | LAM  | Lampre-Merida          |
| 91-98   | MOV  | Movistar Team          |
| 101-108 | OGE  | Orica-GreenEDGE        |
| 111-118 | TCG  | Team Cannondale-Garmin |
| 121-128 | KAT  | Team Katusha           |

| N.      | Cod. | Squadra                     |
| ------- | ---- | --------------------------- |
| 131-138 | TLJ  | Team Lotto NL-Jumbo         |
| 141-148 | SKY  | Team Sky                    |
| 151-158 | TCS  | Tinkoff-Saxo                |
| 161-168 | TFR  | Trek Factory Racing         |
| 171-178 | TSV  | Topsport Vlaanderen-Baloise |
| 181-188 | BOA  | Bora-Argon 18               |
| 191-198 | COF  | Cofidis                     |
| 201-208 | MTN  | MTN-Qhubeka                 |
| 211-218 | ROO  | Roompot Oranje Peloton      |
| 221-228 | STH  | Southeast Pro Cycling Team  |
| 231-238 | EUC  | Team Europcar               |
| 241-248 | WGG  | Wanty-Groupe Gobert         |

## Ordine d'arrivo (Top 10)
| Pos. | Corridore          | Squadra      | Tempo    |
| ---- | ------------------ | ------------ | -------- |
| 1    | Luca Paolini       | Katusha      | 6h20'55" |
| 2    | Niki Terpstra      | Etixx        | a 11"    |
| 3    | Geraint Thomas     | Sky          | s.t.     |
| 4    | Stijn Vandenbergh  | Etixx        | a 18"    |
| 5    | Jens Debusschere   | Lotto-Soudal | a 26"    |
| 6    | Sep Vanmarcke      | Lotto NL     | a 40"    |
| 7    | Jürgen Roelandts   | Lotto-Soudal | a 1'51"  |
| 8    | Daniel Oss         | BMC Racing   | a 4'15"  |
| 9    | Alexander Kristoff | Katusha      | a 6'54"  |
| 10   | Peter Sagan        | Tinkoff-Saxo | s.t.     |